# Calliphora praepes
Calliphora praepes är en tvåvingeart som först beskrevs av Giglio-tos 1893.  Calliphora praepes ingår i släktet Calliphora och familjen spyflugor. Inga underarter finns listade i Catalogue of Life.